# Conceição da Abóboda
Conceição da Abóboda é uma povoação localizada no nordeste da freguesia de São Domingos de Rana, no Município de Cascais. Limita a norte com Trajouce, a nordeste com Quenena, a leste com Talaíde e Porto Salvo, a sul com Polima, a sul com o Cabeço de Mouro e a oeste com a Abóboda.

Inclui como principal ponto de interesse o seu núcleo urbano histórico, e dentro deste, a sua capela e cruzeiro. Encontra-se na margem esquerda do rio das Parreiras.